# Familie-Hansen-Preis
Der Familie-Hansen-Preis wurde im Jahr 2000 von Kurt Hansen – ehemaliger Vorsitzender des Vorstands und Aufsichtsrats der Bayer AG – ins Leben gerufen.
Die Bayer Foundation vergibt den mit 75.000 Euro dotierten Familie-Hansen-Preis an Wissenschaftler im deutschsprachigen Raum für bahnbrechende Forschungen in Wissenschaftsbereichen mit Bezug zur Medizin, insbesondere in den Fachgebieten:
- Medizinische Chemie
- Humangenetik
- Wirkstoff-Forschung
- Rote Biotechnologie
- Gentechnologie
- Zellphysiologie
- Strukturbiologie
- Bioinformatik

Die Stiftung vergibt den Preis alle zwei Jahre, im Wechsel mit dem Otto-Bayer-Preis.

## Geschichte
Der Stifter Kurt Hansen war von 1962 bis 1974 Vorsitzender des Vorstands der Bayer AG. Er war ein Naturwissenschaftler und Diplom-Kaufmann. Hansen hielt die Förderung der Forschung auf den Gebieten der Naturwissenschaften und der Medizin für den langfristigen Erfolg des Unternehmens für essenziell und stiftete in der Folge den Preis.

## Preisträger
- 2000: Thomas Jentsch
- 2002: Christian Haass und Ralf Baumeister
- 2005: Rüdiger Klein
- 2007: Magdalena Götz
- 2009: Patrick Cramer
- 2011: Stefan Hell
- 2013: Hans-Georg Rammensee
- 2015: Emmanuelle Charpentier
- 2017: Jens Claus Brüning und Matthias H. Tschöp
- 2019: Edith Heard
- 2021: Kai Johnsson[1]
- 2023: Claudia Höbartner[2]

## Herausragende Familie-Hansen-Preisträger
- Stefan Walter Hell erhielt den Familie-Hansen-Preis 2011 in Anerkennung seiner bahnbrechenden Ergebnisse auf dem Gebiet der Lichtmikroskopie und wurde anschließend mit dem Nobelpreis für Chemie 2014 für die Entwicklung der superauflösenden Fluoreszenzmikroskopie ausgezeichnet.
- Emmanuelle Charpentier erhielt den Familie-Hansen-Preis 2015 für ihre bahnbrechende Entdeckung der „Genschere“, die das programmierbare Schneiden von DNA an definierten Stellen ermöglicht. Sie dafür mit dem Nobelpreis für Chemie 2020 ausgezeichnet.
- Der Familie-Hansen-Preis wurde 2019 an Edith Heard, Professorin und Direktorin am EMBL Heidelberg für ihre bahnbrechenden Erkenntnisse auf dem Gebiet der Epigenetik und deren Rolle in der medizinischen Grundlagenforschung ausgezeichnet. 2020 wurde sie in einen neuen wissenschaftlichen Beirat der Weltgesundheitsorganisation (WHO) berufen.[3]